# Cantemoc 1.ª Sección
Cantemoc 1.ª Sección es una localidad del municipio de Nacajuca ubicado en la subregión centro del estado mexicano de Tabasco.

## Geografía
La localidad de Cantemoc 1.ª Sección se sitúa en las coordenadas geográficas 18°13′22″N 92°53′06″O / 18.222778, -92.885000, a una elevación de 1 metro sobre el nivel del mar.

## Demografía
Según el Conteo de Población y Vivienda 2020, efectuado por el Instituto Nacional de Estadística y Geografía, la localidad de Cantemoc 1.ª Sección tiene 463 habitantes, de los cuales 247 son del sexo masculino y 216 del sexo femenino. Su tasa de fecundidad es de 2.59 hijos por mujer y tiene 125 viviendas particulares habitadas.
| Gráfica de evolución demográfica de Cantemoc 1.ª Sección entre 1980 y 2020 |
|                                                                            |
| INEGI.                                                                     |